# Mandra (lugar)
Se llama mandra a la majada donde se refugian los pastores. Como normalmente, suele consistir en una cueva o peñasco, se le dio este nombre que proviene del griego mandra. 
De este vocablo proviene la palabra archimandrita, una dignidad de los antiguos padres griegos que vivían en el desierto. También el término madrigal, una canción de pastores que se cantaba cuando se recogían a sestear en las mandras o cavernas.